# Показник адіабати
Показни́к адіаба́ти (англ. Adiabatic index) — це відношення теплоємності при сталому тиску ({\displaystyle C_{P}}) до теплоємності при сталому об'ємі ({\displaystyle C_{V}}). Інколи його ще називають фактором ізоентропійного розширення і позначають грецькою буквою {\displaystyle \gamma } (гамма) або {\displaystyle \kappa } (каппа). Символ {\displaystyle \kappa } в основному використовується в хімічних інженерних дисциплінах. В теплотехніці переважно використовується латинська буква {\displaystyle k}.
{\displaystyle \gamma ={\frac {C_{P}}{C_{V}}}={\frac {c_{P}}{c_{V}}},}
де
{\displaystyle C} — це теплоємність газу;
{\displaystyle c} — питома теплоємність (відношення теплоємності до одиниці маси) газу.
Індекси {\displaystyle P} та {\displaystyle V} позначають умову сталості тиску чи об'єму відповідно.
Для розуміння цього співвідношення можна розглянути наступний експеримент:
Закритий циліндр із закріпленим нерухомо поршнем містить повітря. Тиск усередині дорівнює тиску зовні. Цей циліндр нагрівається до певної, необхідної температури. Поки поршень не рухається, об'єм повітря в циліндрі залишається сталим, в той час як температура і тиск зростають. Коли необхідна температура буде досягнута, нагрівання припиняється. У цей момент поршень «звільняється» і, завдяки цьому, він починає рухатися без теплообміну з навколишнім середовищем (повітря розширюється адіабатично). Здійснюючи роботу, повітря всередині циліндра охолоджується нижче досягнутої раніше температури. Щоб повернути повітря до стану, коли його температура знову досягне згаданого вище необхідного значення (при «звільненому» поршні) повітря необхідно додатково нагріти. Для цього нагрівання ззовні необхідно підвести приблизно на 40% (для двоатомних газу — повітря) більшу кількість теплоти, ніж було підведено при попередньому нагріванні (із закріпленим поршнем). У цьому прикладі кількість теплоти, підведена до циліндра з закріпленим поршнем, пропорційна {\displaystyle C_{V}}, тоді як загальна кількість підведеної теплоти при рухомому поршні, пропорційна {\displaystyle C_{P}}. Таким чином, показник адіабати у цьому прикладі становитиме 1,4.
Інший підхід для розуміння різниці між {\displaystyle C_{P}} і {\displaystyle C_{V}} полягає в тому, що {\displaystyle C_{P}} застосовується тоді, коли робота здійснюється над системою, яку примушують до зміни свого об'єму (тобто шляхом руху поршня, який стискає вміст циліндра), або якщо робота здійснюється системою зі зміною її температури (тобто нагріванням газу в циліндрі, що змушує поршень рухатися). {\displaystyle C_{V}} застосовується тільки якщо виконана газом робота дорівнює нулю ({\displaystyle pdV=0}). Відзначимо відмінність між підведенням тепла при закріпленому поршні і підведенням тепла при звільненому поршні. У другому випадку тиск газу в циліндрі залишається сталим, і газ буде розширюватися, здійснюючи роботу як по переміщенню поршня, так і збільшуючи свою внутрішню енергію (зі збільшенням температури); теплота, яка підводиться ззовні, лише частково йде на зміну внутрішньої енергії газу, тоді як решта тепла йде на виконання газом роботи.

## Співвідношення дляідеального газу

### Співвідношення з використанням універсальної газової сталої
Для ідеального газу теплоємність не залежить від температури. Відповідно, можна виразити ентальпію як {\displaystyle H=C_{P}\cdot T} і внутрішня енергія може бути представлена як {\displaystyle U=C_{V}\cdot T}. Таким чином, можна також сказати, що показник адіабати — це відношення ентальпії до внутрішньої енергії:
{\displaystyle \gamma ={\frac {H}{U}}}
З іншого боку, теплоємності можуть бути виражені також через показник адіабати ({\displaystyle \gamma }) і універсальну газову сталу ({\displaystyle R}):
{\displaystyle C_{P}={\frac {\gamma R}{\gamma -1}}\qquad {\text{і}}\qquad C_{V}={\frac {R}{\gamma -1}}}
Може виявитися, що важко буде знайти інформацію про табличні значення {\displaystyle C_{V}}, в той час як табличні значення {\displaystyle C_{P}} наводяться частіше. У цьому випадку можна використовувати таку формулу для визначення {\displaystyle C_{V}}, отриману на основі рівняння Маєра:
{\displaystyle C_{V}=C_{P}-\nu \cdot R,}
де {\displaystyle \nu } — кількість речовини в молях.

### Співвідношення з використанням числа ступенів вільності
Показник адіабати ({\displaystyle \gamma }) для ідеального газу може бути виражений через число ступенів вільності ({\displaystyle i}) молекул газу:
{\displaystyle \gamma \ ={\frac {i+2}{i}}\qquad {\text{або}}\qquad i={\frac {2}{\gamma -1}}}
Таким чином, для одноатомного ідеального газу (три ступені вільності) показник адіабати дорівнює:
{\displaystyle \gamma \ ={\frac {5}{3}}\approx 1{,}67},
в той час як для двоатомного ідеального газу (п'ять ступенів вільності) (при кімнатній температурі):
{\displaystyle \gamma ={\frac {7}{5}}=1{,}4}.
Повітря на землі являє собою в основному суміш двоатомних газів (~ 78% азот а (N2) і ~ 21% кисень а (O2)), і при нормальних умовах його можна розглядати як ідеальний. Двоатомний газ має п'ять ступенів (три поступальних і два обертальних ступені вільності). Як наслідок, показник адіабати для повітря має величину:
{\displaystyle \gamma ={\frac {5+2}{5}}={\frac {7}{5}}=1{,}4}.
Це добре узгоджується з експериментальними вимірами показника адіабати повітря, які приблизно дають значення 1,403 (наведене вище в таблиці).

## Співвідношення для реальних газів
У міру того, як температура зростає, високоенергетичніші обертальні і коливальні стани стають досяжними для молекулярних газів, і таким чином, кількість ступенів вільності зростає, а показник адіабати {\displaystyle \gamma } зменшується.
Для реальних газів, як {\displaystyle C_{P}}, так і {\displaystyle C_{V}} зростають зі збільшенням температури, при цьому різниця між ними залишається незмінною (відповідно до наведеної вище формулою {\displaystyle C_{P}} = {\displaystyle C_{V}+R}), і ця різниця відображає сталість величини {\displaystyle P\cdot V}, тобто роботи, що здійснюється при розширенні. Величина {\displaystyle P\cdot V} являє собою різницю між кількостями підведеної теплоти при постійному тиску і при постійному об'ємі. Отже, відношення двох величин {\displaystyle \gamma } зростає при збільшенні температури. Див. також питома теплоємність.

## Термодинамічні вирази
Значення, отримані за допомогою наближених співвідношень (зокрема, {\displaystyle C_{P}-C_{V}=R}), у багатьох випадках є недостатньо точними для практичних інженерних розрахунків, таких як розрахунки витрат через трубопроводи та клапани. Доцільніше використовувати експериментальні значення, ніж ті, які отримані за допомогою наближених формул. Точні значення співвідношення {\displaystyle {\frac {C_{P}}{C_{V}}}} може бути обчислено шляхом визначення {\displaystyle C_{V}} з властивостей, виражених як:
{\displaystyle C_{p}-C_{v}\ =\ -T{\frac {\left({\frac {\partial V}{\partial T}}\right)_{P}^{2}}{\left({\frac {\partial V}{\partial P}}\right)_{T}}}\ =\ -T{\frac {{\left({\frac {\partial P}{\partial T}}\right)}_{V}^{2}}{\frac {\partial P}{\partial V}}}}
Значення {\displaystyle C_{P}} не складає труднощів дізнатися, в той час як значення для {\displaystyle C_{V}} необхідно визначати з формул, подібних до цієї. Вище наведені співвідношення відбивають підхід, що базується на розвитку строгих рівнянь стану, які настільки добре узгоджуються з експериментом, що для їх застосування потрібно лише незначно розвивати базу даних співвідношень або значень {\displaystyle C_{V}}.

## Адіабатичний процес
Для ізоентропійного, квазістатичного, оборотнього адіабатичного процесу, що реалізується в простому ідеальному газі при стиску:
{\displaystyle pV^{\gamma }={\text{constant}},}
де {\displaystyle p} — тиск і {\displaystyle V} — об'єм газу.